# Rodolfo III de Borgoña
Rodolfo III, llamado Roberto el Piadoso (c.970-Lausana, 5 o 6 de septiembre de 1032), fue el último rey de Borgoña desde el año 993 hasta 1032. Al no tener hijos acordó con el emperador Enrique II en el año 1018 que le traspasaría Borgoña a él o su descendiente tras su muerte, hecho que tuvo lugar con Conrado II.

## Biografía
Hijo de Conrado III (925-993) y de Matilde de Francia (943-992), hija del rey Luis IV de Francia.
En 993, Rodolfo III sucede a su padre. Es presentado por los historiadores como un hombre débil, falto de valor. El arzobispo de Lyon, Burchard II, hijo bastardo de Conrado III, viajó por todo el reino para garantizar los poderes de su hermanastro. Bajo su reino, la tutela de la realeza germánica se hizo aún más pesada y acabó por ahogar la autoridad de los reyes de Borgoña.
Los soberanos otonianos comenzaron a intervenir directamente en el reino borgoñón, Rodolfo debió sofocar en 999 una revuelta de los grandes señores del reino. La emperatriz Adelaida vino así a Borgoña para arbitrar soberanamente las diferencias que oponían a Rodolfo III con su aristocracia.
Después del año 1000, el rey perdió la costumbre de reunir en concilio a los obispos borgoñones. En adelante, los prelados del valle del Ródano tomaron el camino de Germania, como también lo hicieron los arzobispos de Lyon y de la Tarentaise, así como los obispos de Ginebra y de Lausana en 1007, cuando asistieron al concilio de Frankfurt. Aprovechando la debilidad de la realeza, los obispos pudieron mantener sus diócesis en total independencia.
A partir de entonces, para conseguir el apoyo del clero contra los nobles, hizo varias donaciones importantes a los obispos de Basilea, Sion, y Lausana. A este último le cedió en 1011 el condado de Vaud, es decir, el cargo de conde y las regalías ejercidas en principio por el rey sobre las carreteras, los peajes, las selvas, la moneda, los mercados, las medidas, las aguas y los criminales en el territorio del conde.

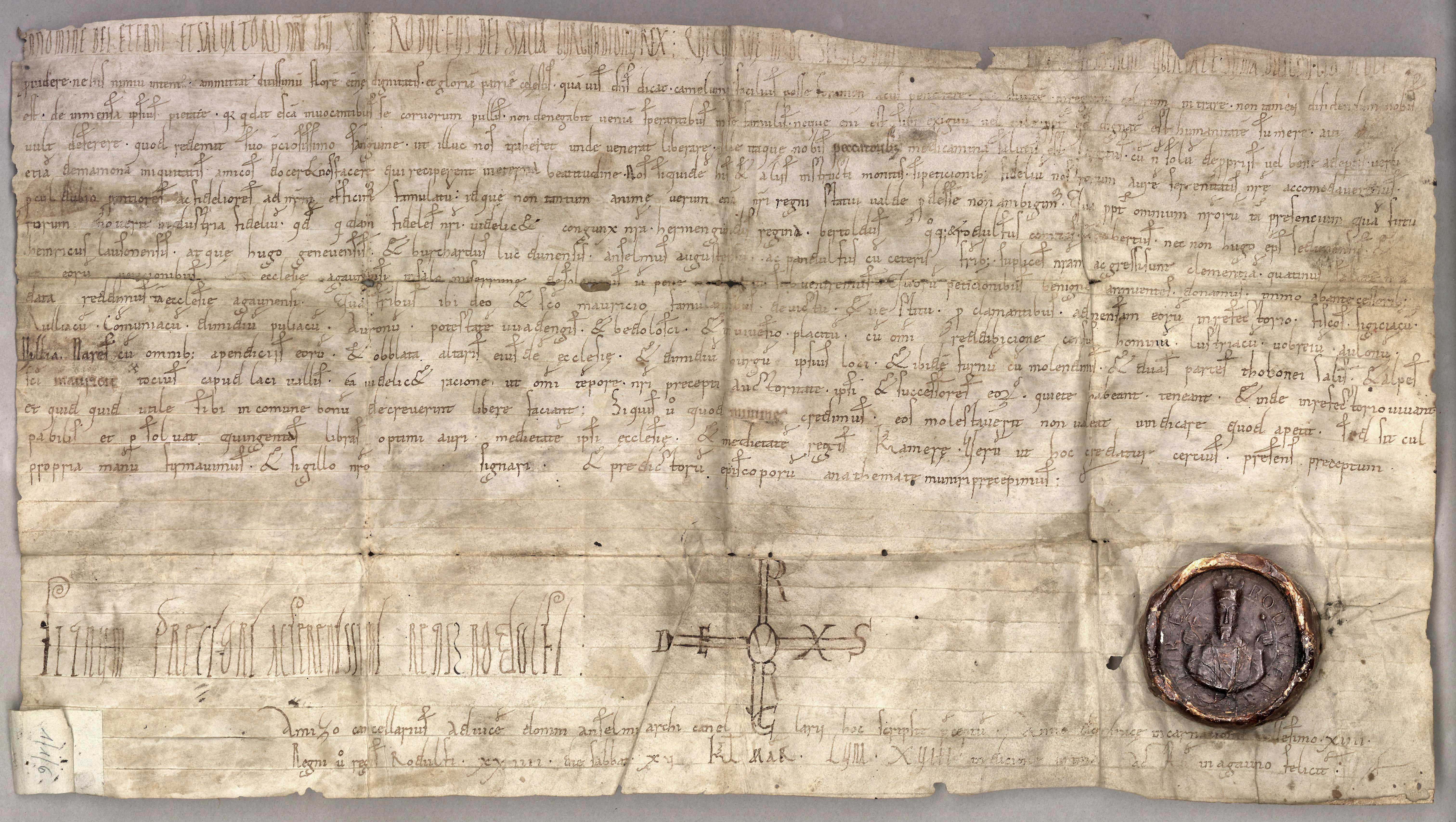
Donación de Rodolfo III a la abadía de Saint-Maurice

El 15 de febrero de 1018, a petición de sus familiares, Rodolfo III dona, o más bien reparte a la abadía de Saint-Maurice los derechos fiscales de Sciex, Lully, Commugny, la mitad de Pully, Oron, el principado de Vuadens, Bouloz, las telas de Vevey, Lutry, Vouvry, Ollon, Villy, Naters, algunos derechos de Saint-Maurice y el conjunto de los pastos de Chablais.
En 1011 Rodolfo III se casó con Hermengarda, una pariente tan próxima del futuro conde de Saboya, Humberto I, que es verosímil que fuera la hermana, según una hipótesis a menudo defendida por los historiadores italianos. Rodolfo donó a su esposa una dote considerable, que se extendía en particular alrededor de Aix-les-Bains. Rápidamente, estas tierras reales pasaron a manos del conde Humberto. Al rey le gustaba residir y tomar las aguas en Aix-les-Bains, y se hizo construir allí un gran palacio. Por esta época, todavía existía un templo romano dedicado a Mercurio al lado del palacio.
La región que donó a Hermengarda en 1011 llega hasta el pie del Jura con la ciudad de Neuchatel.
En 1016, Rodolfo prestó homenaje a su sobrino, el emperador germánico Enrique II en Estrasburgo, reconociéndole como protector y heredero. El rey de Borgoña prometió al emperador gobernar según sus consejos y dejarle la sucesión si moría sin dejar un hijo legítimo. Pero esta sumisión no fue aceptada por los grandes del reino, y bajo el impulso del conde Otón-Guillermo, todas las ciudades cerraron sus puertas al emperador.
En 1018, Rodolfo renovó y completó los compromisos que había adquirido en Estrasburgo, y se comportó desde entonces como verdadero vasallo del emperador, entregándole las fortalezas del conde de Besanzón, Otón-Guillermo, y haciéndose investir la corona y el cetro. La realeza borgoñona estaba en adelante totalmente sometida al poder imperial.
Hugo, hijo ilegítimo de Rodolfo fue promovido a obispo de Lausana en 1019. Rodolfo concedió el condado de Vienne al arzobispo de Vienne en 1023.
A la muerte de Enrique II en 1024, Rodolfo es presionado por los nobles de Borgoña para revocar su donación, hecha ocho años antes, pero en 1025, se ve obligado a renovarla, tras un vis a vis con el nuevo rey de Germania, Conrado II, marido de sobrina Gisela, hija de su hermana Gerberga, quien ocupó Basilea para presionarle.
En 1027, Conrado II fue coronado emperador germánico, y Rodolfo asistió a la ceremonia, confirmando la sucesión. En junio de 1032, Burchard II, hijo bastardo de Conrado III de Borgoña, sucede a su tío en el arzobispado de Lyon, y repudia la sucesión sobre el reino, sumándose a las revueltas. En septiembre, a la muerte de Rodolfo III, se enciende la lucha entre el emperador Conrado II, el otro sobrino de Rodolfo III, el conde de Blois, y el conde de Troyes, Eudes II, el heredero más directo de Rodolfo.

## La sucesión
Muerto sin herederos el 5 o 6 de septiembre de 1032, Rodolfo III había instituido como heredero al emperador germánico Conrado II, pero su sobrino Eudes II de Blois, hijo de su hermana mayor, Berta de Borgoña, reina consorte de los francos en 997-1001, suscitó contra el emperador la revuelta de los feudales y prelados del reino de Borgoña, entre ellos, Gérold de Ginebra, el arzobispo de Vienne, el obispo de Maurienne, y Burcardo II, arzobispo de Lyon. Eudes II invadió el reino, y la guerra entre los dos primos duró dos años, debiendo Eudes abandonar la partida frente a una coalición formada por el nuevo emperador Conrado II, y el rey de Francia Enrique I.